# Joodse zelfhaat
Met het begrip Joodse zelfhaat wordt de meningsuiting of het gedrag van een jood bedoeld die mogelijke antisemitische trekken heeft. Het begrip is in 1930 geïntroduceerd door Theodor Lessing in zijn boek Der Jüdische Selbsthass. Recenter wordt van zelfhaat gesproken wanneer een jood de eigen identiteit of de sporen ervan ontkent of zelfs verwerpt.
Iemand kan van Joodse zelfhaat beschuldigd worden als deze afstand neemt van de Joodse religie of gebruiken. Ook kan de term Joodse zelfhaat gebruikt worden voor iemand die afstand neemt van de joodse gebruiken, met als doel daarmee te ontsnappen aan discriminatie en vervolging.
De term wordt ook door joden onderling gebruikt. Een dissidente jood wordt dan door traditionele joden beschuldigd aan joodse zelfhaat te lijden. In Israël wordt een jood die een bepaalde politiek niet steunt, soms een zelfhater genoemd.

## Geschiedenis
In de 18e eeuw ontstond in Duitsland het Reformjodendom, een stroming die de Thora zag als een door mensen geschreven boek. Deze beweging kwam in conflict met orthodoxe stromingen onder het Oost-Europese Jodendom. De onderlinge kritiek raakte vermengd met de traditionele Duitse afkeer van Oost-Europese joden.
Theodor Herzl gebruikte de term Joods antisemitisme. Hij bekritiseerde hiermee Joden uit de middenklasse die de emigratie van Oost-Europese Joden uit het proletariaat mogelijk maakten. Hij verweet hen dat hun enige doel was om deze Joden zo snel mogelijk kwijt te raken.
Sinds het ontstaan van de staat Israël wordt het verwijt van Joodse zelfhaat en Joods antisemitisme voornamelijk gebruikt tegen antizionistische, voornamelijk Charedische Joden, zoals de Neturei Karta.

## Voorbeelden
Voorbeelden van personen die - door anderen - beschuldigd werden van Joodse zelfhaat zijn:
- Leon de Winter zou zich door zijn beschrijving van een joodse patserige zakenman aan antisemitisme schuldig maken en wordt daardoor gezien als voorbeeld van iemand met joodse zelfhaat.[3]
- Groucho Marx gebruikte de joodse zelfhaat humoristisch, "Ik zou nooit lid van een club worden die mij als lid zou willen"[5]
- Karl Marx, die kritische opvattingen over het joodse geloof en het jodendom had wordt ook beschuldigd van joodse zelfhaat.[6]